# Sirens (singel Pearl Jam)
Sirens – ballada rockowa amerykańskiego zespołu Pearl Jam, wydana jako drugi singel promujący album Lightning Bolt. To czwarty z kolei utwór na płycie długogrającej.

## Notowania

### Media polskie
| Lista                              | Pozycja |
| ---------------------------------- | ------- |
| NRD – Eska Rock                    | 4       |
| Lista Przebojów Programu Trzeciego | 2       |

## Teledysk
Reżyserem wideoklipu jest Danny Clinch. Zdjęcia przygotował Vance Burberry, a za produkcję odpowiada Lindha Narvaez. Teledysk został zamieszczony na portalu YouTube 18 września 2013.